# حكومة زيد الرفاعي الرابعة
حكومة زيد الرفاعي الرابعة هي الحكومة الرابعة والسبعون من حكومات المملكة الأردنية الهاشمية. شكّل زيد الرفاعي الحكومة في 4 أبريل عام 1984م، بتكليف من ملك الأردن الحسين بن طلال. وقد حلّت الحكومة في شهر أبريل 1989.

## التشكيل
| الاسم                                               | المهام الوزارية                             |
| --------------------------------------------------- | ------------------------------------------- |
| معالي الدكتور سامي حسن عبد جوده                     | وزير دولة للشؤون البرلمانية                 |
| معالي الدكتور حازم زكي عبد الرحيم نسيبة             | وزير دولة لشؤون رئاسة الوزراء               |
| معالي السيد حسن الكايد                              | وزيرا للداخلية                              |
| معالي المهندس خالد صبحي حسن "الحاج حسن"             | وزيرا للعمل والتنمية الاجتماعية             |
| معالي المهندس "محي الدين" مصطفى "محي الدين" الحسيني | وزيرا للمواصلات                             |
| دولة السيد طاهر نشأت المصري                         | وزيرا للخارجية                              |
| معالي السيد مروان عبد الحليم النمر الحمود           | وزيرا للشؤون البلدية والقروية والبيئة       |
| سماحة الدكتور الشيخ عبد العزيز عزت مصطفى الخياط     | وزيرا للاوقاف والشؤون والمقدسات الاسلامية   |
| معالي المهندس محمود الحوامده                        | وزيرا للاشغال العامة                        |
| معالي الدكتور رجائي صالح عيسى المعشر                | وزيرا للتموين والصناعة والتجارة             |
| معالي الدكتور حنا سليم عودة                         | وزيرا للمالية                               |
| معالي السيد فرحي عبيد                               | وزيرا للنقل                                 |
| معالي الدكتور هشام محمد هاشم الخطيب                 | وزيرا للطاقة والثروة المعدنية               |
| دولة الدكتور عبد الله عبد الكريم حمدان النسور       | وزيرا للتخطيط                               |
| معالي الدكتور ناصر الدين محمد احمد الاسد            | وزيرا للتعليم العالي                        |
| معالي المهندس احمد مجيد غوله دخقان                  | وزيرا للزراعة                               |
| معالي السيد محمد محمود الخطيب                       | وزيرا للاعلام والثقافة والسياحة والآثار     |
| معالي السيد رياض عادل احمد الشكعة                   | وزيرا للعدل                                 |
| معالي الدكتور زيد محمد حمزه "حمزه الصمادي"          | وزيرا للصحة                                 |
| معالي الدكتور طاهر حمدي طاهر كنعان                  | وزيرا لشؤون الارض المحتلة                   |
| معالي السيد هشام فايز حامد الشراري                  | وزيرا للشباب                                |
| معالي السيد عبد الوهاب المجالي                      | نائبا لرئيس الوزراء ووزيرا للتربية والتعليم |
| دولة السيد زيد سمير الرفاعي                         | رئيسا للوزراء ووزيرا للدفاع                 |

تعديل 27/04/1986
| الاسم                                    | المهام الوزارية               |
| ---------------------------------------- | ----------------------------- |
| معالي السيد ذوقان الهنداوي               | وزير دولة لشؤون رئاسة الوزراء |
| معالي السيد مروان اكرم عيسى دودين        | وزيرا لشؤون الارض المحتلة     |
| معالي الدكتور طاهر حمدي طاهر كنعان       | وزيرا للتخطيط                 |
| معالي الدكتور عيد عبد الله قبلان الدحيات | وزيرا للشباب                  |
| معالي السيد رجائي كامل وفا الدجاني       | وزيرا للنقل                   |

تعديل 04/10/1986
| الاسم                                     | المهام الوزارية                                    |
| ----------------------------------------- | -------------------------------------------------- |
| معالي السيد عبد الوهاب المجالي            | نائبا لرئيس الوزراء ووزير دولة لشؤون رئاسة الوزراء |
| معالي السيد ذوقان الهنداوي                | وزيرا للتربية والتعليم                             |
| معالي السيد مروان عبد الحليم النمر الحمود | وزيرا للزراعة                                      |
| معالي المهندس احمد مجيد غوله دخقان        | وزيرا للنقل                                        |
| معالي السيد رجائي كامل وفا الدجاني        | وزيرا للداخلية                                     |
| معالي السيد يوسف حمدان الجبر              | وزيرا للشؤون البلدية والقروية والبيئة              |

تعديل 09/01/1988
| الاسم                                     | المهام الوزارية                             |
| ----------------------------------------- | ------------------------------------------- |
| معالي السيد ذوقان الهنداوي                | نائبا لرئيس الوزراء ووزيرا للتربية والتعليم |
| معالي المهندس خالد صبحي حسن "الحاج حسن"   | وزيرا للنقل والاتصالات                      |
| معالي السيد رشيد عريقات                   | وزيرا للعمل والتنمية الاجتماعية             |
| معالي الدكتور هاني محمد حمد الخصاونه      | وزيرا للاعلام                               |
| معالي المهندس احمد مجيد غوله دخقان        | وزيرا للمياه والري                          |
| معالي المهندس شفيق فرحان خليل الزوايده    | وزيرا للاشغال العامة والاسكان               |
| معالي الدكتور عوض محمد عوده خليفات        | وزيرا للشباب                                |
| معالي الدكتور محمد خليل خلف حموري         | وزيرا للثقافة والتراث القومي                |
| معالي السيد زهير العجلوني                 | وزيرا للسياحة                               |
| دولة الدكتور فايز احمد محمود الطراونه     | وزيرا للصناعة والتجارة والتموين             |
| معالي السيد حمدي "محمد صبري" توفيق الطباع | وزير دولة لشؤون رئاسة الوزراء               |

تعديل 06/08/1988
| الاسم                                    | المهام الوزارية         |
| ---------------------------------------- | ----------------------- |
| معالي السيد مروان اكرم عيسى دودين        | وزيرا للعمل             |
| معالي السيد عبد السلام عيسى قاسم كنعان   | وزيرا للتموين           |
| دولة الدكتور فايز احمد محمود الطراونه    | وزيرا للصناعة والتجارة  |
| معالي الدكتور فواز احمد عبد الفتاح طوقان | وزير للتنميه الاجتماعيه |

تعديل 19/12/1988
| الاسم                                      | المهام الوزارية                       |
| ------------------------------------------ | ------------------------------------- |
| معالي السيد مروان صدقي احمد القاسم         | نائبا لرئيس الوزراء ووزيرا للخارجية   |
| معالي السيد مروان عبد الحليم النمر الحمود  | وزيرا للشؤون البلدية والقروية والبيئة |
| معالي الدكتور زهير عبد الفتاح محمد ملحس    | وزيرا للصحة                           |
| معالي السيد عبد السلام عيسى قاسم كنعان     | وزير دولة لشؤون رئاسة الوزراء         |
| معالي السيد يوسف حمدان الجبر               | وزيرا للزراعة                         |
| معالي السيد زهير العجلوني                  | وزير دولة لشؤون رئاسة الوزراء         |
| معالي السيد حمدي " محمد صبري" توفيق الطباع | وزيرا للتموين                         |
| معالي السيد ينال عمر حكمت مفدز             | وزيرا للسياحة                         |

## وصلات خارجية
- موقع رئاسة الوزراء